# 陳邦彥 (隆武舉人)
陳邦彥（1603年—1647年），字令斌，號巖野，廣東順德龍山人，祖籍直隸銅陵（今安徽），明末政治人物，舉人出身。

## 生平
陳邦彥出身書香門第，早年為諸生，意氣豪邁。明安宗時，詣闕上政要三十二事，不見採納，但得到唐王朱聿鍵讚賞。待唐王登極，是為明紹宗，即家授監紀推官。未上任，舉隆武元年（1645年）乙酉科鄉試舉人。通過蘇觀生推薦，改兵部職方司主事，監廣西狼兵，援救贛州。至嶺，清軍破汀州，紹宗殉國。陳邦彥勸觀生東保潮、惠，不聽。會丁魁楚立桂王於肇慶監國，觀生派邦彥入賀。
贛州城破，桂王西奔梧州。邦彥方才入謁，蘇觀生已於廣州別立唐王之弟。消息傳來，邦彥請桂王急還肇慶登極。擢兵科給事中，返回廣州面見觀生調解未果，遂變更名姓，入高明山中。隆武二年（1646年）冬十二月，清兵破廣州，蘇觀生死。
不久，陳邦彥起兵，“日一食，夜假寐不就枕，与士卒同劳苦”。陈邦彦与余龙部一度攻克顺德，不久余龍戰死。已降清的李成栋率副将杜永和、张月、马宝進攻清远。清軍包圍清遠城，猛攻十日不下。後有人獻計，在城外荒野處一座古廟中偷挖地道，一直通到城墻底下，裝上火藥爆破後，城墻倒塌了十多丈。清兵冒著硝煙湧入，兩兵戰鬥從早晨打到下午，陳邦彥身上多處受傷，身中三刀，心知大勢已去，便退走到朱氏園，在園壁上題了三首詩，其中一首六言詩寫道：
|  | 平生報國懷深，日望西方好音。 已共萇弘化碧，還同屈子俱沉。 |

在寫完詩後，陳邦彥擲筆投池，不料清兵趕到把他從水中撈起，与总兵曹天琦等六人被押解到广州。在獄中他絕食五日但不死。佟養甲要他寫悔過書，他便把寫在朱氏園的三首詩抄給了他。永曆元年（1647年）九月二十八日，佟养甲下令將其在廣州四牌樓“寸磔于市”。臨刑前陳邦彥寫下《獄中五日不食臨命歌》：
|  | 天造兮多艱，臣之江也滸。 書生漫談兵，時哉不我與。 我後兮何之？我躬兮獨苦。 崖山多忠魂，先後照千古！ |

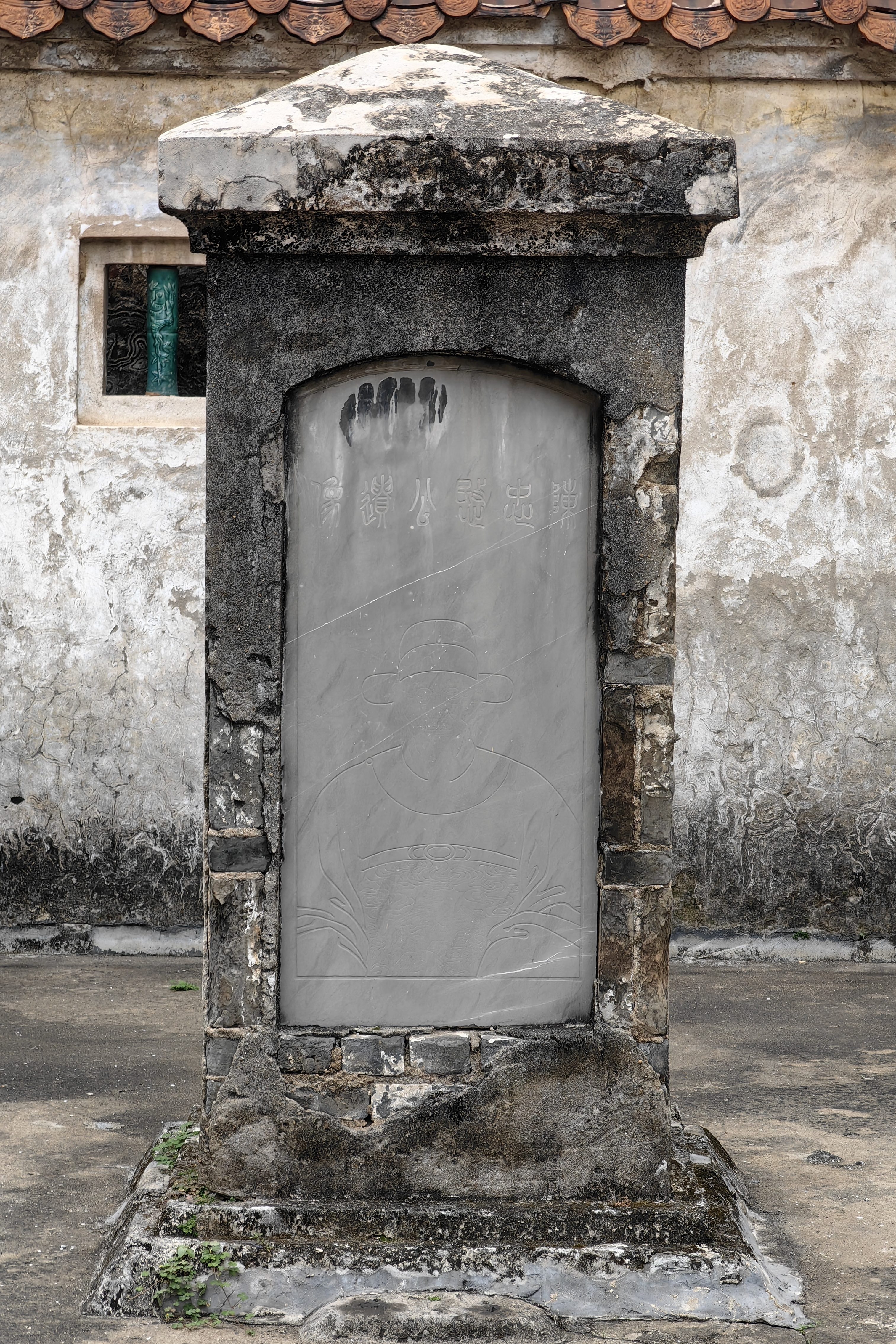
顺德陳巖野墓墓碑

與张家玉、陈子壮並稱南明三忠。諡忠愍，《明史》有傳。

## 著作
著有《雪聲堂集》等。

## 家族
陳邦彥育有四子一女，女已出嫁。其餘三子，陳馨尹死於離亂，陳和尹、陳虞尹被清人殺害。長子陳恭尹，因清兵突襲時已離開順德，躲藏在增城湛粹家的復壁中逃過大難，後成為一代詩人，與番禺屈大均、南海梁佩蘭并稱「嶺南三大家」。

## 軼事
陳邦彥被寸磔時，監刑官正好凝視著他肝臟，忽然肝臟彈出來，直接砸中監刑官的臉，監刑官當場驚嚇過度，數日後暴斃而死。